# Đánh bom Ansbach 2016
Vào ngày 24 tháng 7 năm 2016, mười hai người bị thương, ba bị thương nghiêm trọng trong một tấn công tự sát bằng bom trước cổng một đại nhạc hội, bên ngoài một quán rượu ở Ansbach, Đức.
Vụ việc xảy ra sau ba vụ tấn công khác ở Đức trong vòng một tuần, kể cả một vụ tấn công bằng dao rựa đã giết chết một người phụ nữ mang thai tại Reutlingen vào cùng ngày, một vụ xả súng giết chết 9 người tại Munich vài ngày trước, và một vụ tấn công trên tàu hỏa tại Würzburg.

## Thủ phạm
Người đặt bom đã tử vong là một người đàn ông Syria 27 tuổi, ở Đức từ 2 năm nay, bị từ chối tị nạn nhưng không bị đuổi về nước.
Anh ta khi ở Đức đã nhiều lần phạm pháp và 2 lần toan tính tự tử, vì vậy đã được điều trị tại một bệnh viện tâm thần.

## Diễn tiến
Ở Ansbach có đại hội nhạc Ansbach Open kéo dài 3 ngày. Nghi phạm đã tìm cách vào nơi tổ chức đại nhạc hội nhưng bị từ chối không cho vào vì không có vé. Vì vậy anh ta đã cho bom nổ trước cổng, ngay trước mặt quán rượu vang „Eugens Weinstube" vào lúc 22:12. Quả bom đã giết chết anh ta, làm mười hai người bị thương, trong số đó ba người bị thương nghiêm trọng.